# Carmelo Azzarà
Carmelo Azzarà (Spilinga, 1º gennaio 1935 – Roma, 7 dicembre 1999) è stato un politico italiano, Presidente della Regione Basilicata dal 1982 al 1985.

## Biografia
Nato a Spilinga, in provincia di Vibo Valentia, visse a Potenza fin dalla prima infanzia. Da giovane militò nelle organizzazioni dell'Azione Cattolica, del CSI e delle ACLI. Svolse un'intensa attività sportiva, in cui ottenne importanti risultati a livello regionale, nazionale e provinciale. Assunse diversi incarichi nelle organizzazioni federali dell'atletica leggera e della pallacanestro, quale allenatore, e dirigente di varie società sportive.
Di professione avvocato, nel 1962 conseguì il premio "Coluzzi" come miglior procuratore legale.
Cominciò l'attività politica nel 1972, quando divenne consigliere regionale e fece parte dell'assemblea costituente della regione Basilicata. Dal 1973 al 1976 fu anche segretario regionale della Democrazia Cristiana.
Nel 1982 fu eletto secondo Presidente della Giunta Regionale della Basilicata, rimanendo in carica fino al 1985. Alle elezioni regionali di tale anno fu il candidato consigliere il votato.
Nelle elezioni politiche del 1987 e del 1992 è stato eletto senatore della Repubblica nel collegio di Potenza, ricoprendo diversi ruoli nella commissione Bilancio, tra gli altri. Dal 1992 al 1994 anche ricoprì l'incarico di Sottosegretario al Ministero degli Affari Esteri nei governi Amato I e Ciampi. Concluse il mandato parlamentare nel 1994.
Dal 1996 è stato presidente dell'Istituto Italiano di Studi Cooperativi "Luigi Luzzatti", prodigandosi nella promozione della cultura cooperativa.
Tre mesi prima di morire, nel settembre 1999, ha fondato l'Associazione Meteco con l'obiettivo di riavvicinare la società civile all'impegno politico. Si è spento nel dicembre dello stesso anno, all'età di 64 anni.